# Sibalt
Das Zentrum für den Schutz der Gesundheit und soziale Unterstützung »Sibalt« (russisch Центр «Сибальт» охраны здоровья и социальной защиты) ist eine Nichtregierungsorganisation in Omsk in Russland, die sich für Personen engagiert, die sich mit HIV infiziert haben.

## Tätigkeit
Das Zentrum wendet sich besonders an schwule Männer, Drogenabhängige und Prostituierte.
Es bietet
- Beratung
- Medizinische und psychologische Unterstützung
- Juristische Unterstützung
- Informationsveranstaltungen und Programme für Betroffene
- HIV-Tests
- Informationen zur Vorbeugung von HIV-Infektionen und AIDS

Im Zentrum arbeiten Psychologen, Pädagogen, Sozialarbeiter, Soziologen, Juristen, Mediziner und viele Freiwillige.
Das Zentrum wird überwiegend von ausländischen Organisationen wie der American Foundation for AIDS Eesearch und Brot für die Welt finanziert. Die Stadtverwaltung von Omsk gibt eine geringe Unterstützung.

## Geschichte
1996 wurde das Zentrum »Sibirische Alternative« in Omsk gegründet, nachdem dort die ersten Fälle von HIV-Infektionen bekannt geworden waren.
2011 benannte es sich in Zentrum »Sibalt« um.
Am 15. Februar 2016 wurde es vom russischen Justizministerium als „Organisation in der Funktion eines ausländischen Agenten“ registriert.